# Moutier
Moutier (der deutsche Name Münster ist in Gebrauch, wird jedoch eher wenig verwendet) ist eine Einwohnergemeinde im Verwaltungskreis Berner Jura des Schweizer Kantons Bern.
In der (erneuten) Volksabstimmung vom 28. März 2021 sprachen sich 54,85 Prozent des Stimmvolks für einen Wechsel zum Kanton Jura aus (siehe auch Jurafrage). Das Verfahren zum Kantonswechsel richtet sich nach Art. 53 Abs. 3 der Bundesverfassung der Schweizerischen Eidgenossenschaft. Der Wechsel zum Kanton Jura soll per 1. Januar 2026 vollzogen werden.

## Geographie
Moutier liegt auf 535 m ü. M., 10 km südlich der jurassischen Kantonshauptstadt Delsberg (Luftlinie). Der Ort erstreckt sich im Jura, im Talbecken von Moutier, das auch den Namen Grand Val trägt, beidseits der Birs oberhalb der Mündung des Baches Raus und auf den angrenzenden Hängen. Die Birs durchquert das Grand Val von Süden nach Norden quer zur Kettenstruktur des Juras und bildet sowohl oberhalb als auch unterhalb von Moutier bedeutende Schluchten.
Die Fläche des 19,5 km² grossen Gemeindegebiets umfasst den westlichen Teil des Talbeckens von Moutier. Im Süden reicht das Gebiet auf den Kamm der Graitery-Kette, die mit 1270 m ü. M. den höchsten Punkt von Moutier bildet. Der dicht bewaldete Nordhang des Graitery ist sehr steil und weist Felsbänder aus Kalkstein auf. Westlich an den Graitery schliessen die Gorges de Court (Schluchten von Court) an, welche die Graitery-Antiklinale durchbrechen und dabei die Faltenstruktur dieser Kette hervorragend aufschliessen. Im äussersten Südwesten reicht Moutier auf die Höhe des Mont Girod (1037 m ü. M.).
Nördlich von Moutier befinden sich die Gorges de Moutier, eine weitere typische Klus mit imposanten Kalkfelsen; die Birs durchbricht hier die Antiklinale des Mont Raimeux. Die Nordgrenze von Moutier verläuft am Nordrand dieser Klus auf dem Felsgrat Arête du Raimeux, der am Westhang des Mont Raimeux 1000 m ü. M. erreicht. Nach Nordwesten erstreckt sich das Gemeindegebiet auf die weite Höhe der Montagne de Moutier (bis 1169 m ü. M. bei Les Clos), die mit einigen Dolinen durchsetzt ist. Hier befinden sich ausgedehnte Jurahochweiden mit den typischen mächtigen Fichten, die entweder einzeln oder in Gruppen stehen. Ganz im Nordwesten reicht das Gebiet mit einem schmalen Zipfel in das Einzugsgebiet des Baches Soulce und auf die Antiklinale des Le Mont, der die südliche Begrenzung des Delsberger Beckens bildet. Von der Gemeindefläche entfielen 1997 12 Prozent auf Siedlungen, 56 Prozent auf Wald und Gehölze, 31 Prozent auf Landwirtschaft und etwas mehr als ein Prozent war unproduktives Land.
Zu Moutier gehören der Weiler Les Clos (1115 m ü. M.) auf der Höhe der Montagne de Moutier sowie zahlreiche Einzelhöfe. Nachbargemeinden von Moutier sind Perrefitte, Champoz, Court, Eschert, Belprahon und Roches im Kanton Bern sowie Châtillon und Soulce im Kanton Jura.

## Geschichte

### Römerzeit
Während der Römerzeit waren die Schluchten von Moutier und Court noch nicht passierbar. Die römische Strasse verlief deshalb vom Col de Pierre Pertuis durch das Vallée de Tavannes und dann über den Sattel von Champoz, folgte dem Grand Val bis nach Crémines und führte anschliessend über Vermes ins Delsberger Becken. Es gibt jedoch keine Zeugnisse einer römischen Siedlung an der Stelle des heutigen Moutier.

### Mittelalter
Die Entwicklung von Moutier hängt eng mit dem Kloster Moutier-Grandval zusammen. Um das Kloster entwickelte sich im Hochmittelalter der Ort Moutier, der von einem Landvogt regiert wurde. Dieser schloss zu Beginn des 15. Jahrhunderts Burgrechte mit Basel und Solothurn ab. Um die Propstwahl entbrannte 1486 ein Streit, in den Bern eingriff und um eine Vermittlung bemüht war. Damit begann der Einfluss von Bern auf die südlichen Teile des Juras. Moutier schloss auch mit Bern ein Burgrecht, das in der folgenden Zeit dreizehn Mal erneuert wurde. Dadurch verlor das Fürstbistum Basel allmählich an Macht über die Prévôté. 1706 lehnte sich die Propstei unter der Führung von Henri Visard erfolgreich gegen die fürstbischöfliche Herrschaft auf und gab sich eine eigene Verfassung.

### Propstei Moutier-Grandval
Die Propstei Moutier-Grandval (deutsch Münster-Granfelden) umfasste vom 16. Jahrhundert bis 1797 das Tal von Moutier (Grand Val), das Petit Val und das Vallée de Tavannes sowie kleinere Gebiete im südlichen und östlichen Teil des Delsberger Beckens. Sie war gemäss der Glaubensrichtung in zwei Landvogteien eingeteilt. Die katholische Vogtei Sous-les-Roches umfasste zwei Meiereien (mairies) nördlich der Klus von Moutier sowie im Delsberger Becken. Die restlichen Teile bildeten die reformierte Vogtei Sur-les-Roches mit fünf Meiereien.

### Neuere Geschichte

Luftbild aus von Walter Mittelholzer (1931)

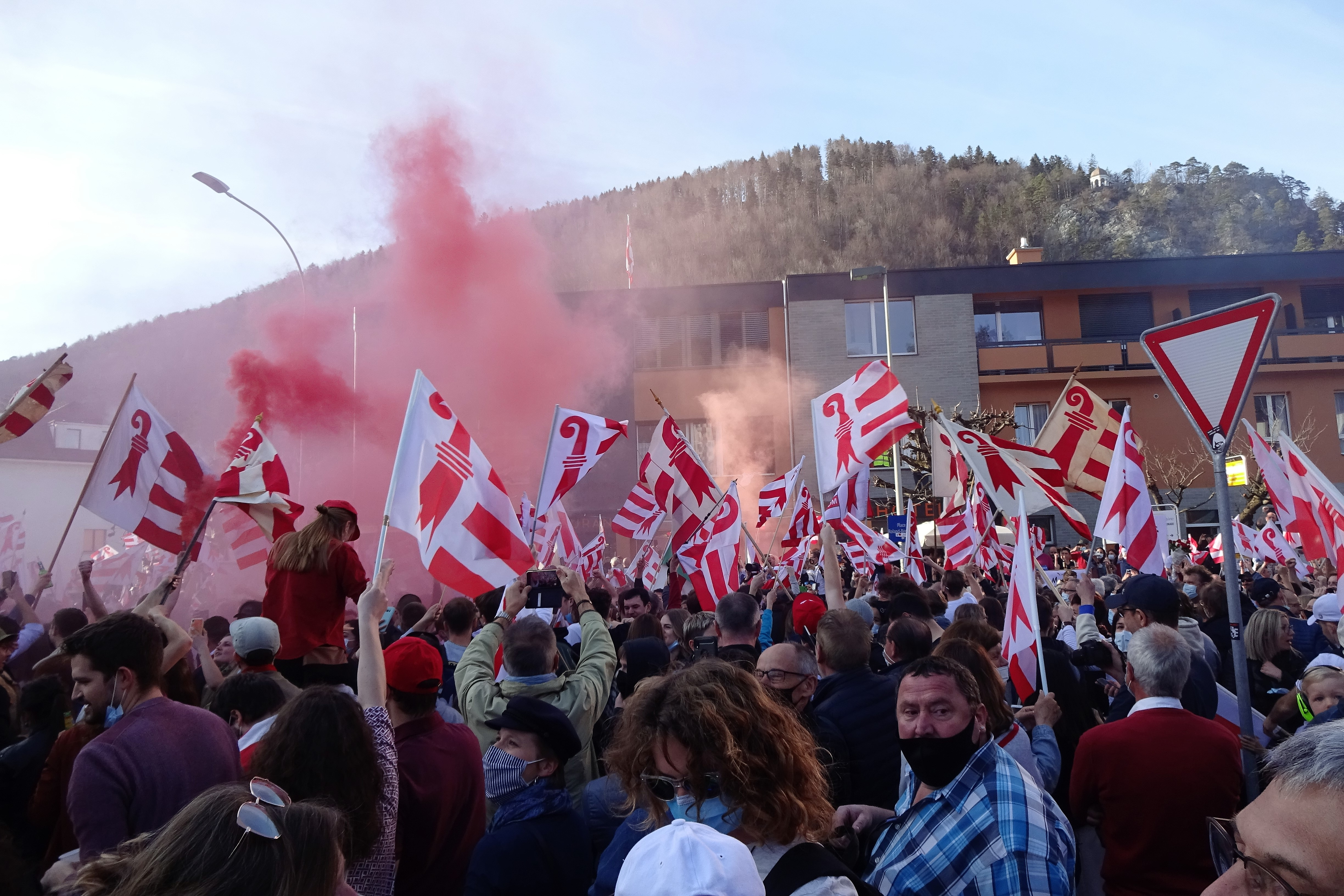
Separatisten feiern auf der Place Roland Béguelin das «Ja zum Wechsel zum Kanton Jura» vor dem Hôtel de la Gare, ihrem Hauptquartier in Moutier (28. März 2021).

1797 wurde die Prévôté von französischen Truppen erobert und mit Frankreich vereinigt. Dabei gehörte Moutier anfangs zum Département du Mont-Terrible, das 1800 mit dem Département Haut-Rhin verbunden wurde. Mit dem Wiener Kongress endete 1815 die französische Herrschaft, und der Ort kam an den Kanton Bern, wobei das Gebiet der ehemaligen Propstei im Bezirk Moutier vereinigt wurde. Ende des 19. Jahrhunderts und im 20. Jahrhundert gab es mehrfach Spannungen zwischen dem französischsprachigen Berner Jura und dem überwiegend deutschsprachigen Kanton Bern. 1893 wurde dem Berner Jura eine gewisse Autonomie eingeräumt. Der Generalstreik 1918 kam in Moutier zunächst nicht in Gang. Streikwillige stellten den Fabriken für einige Stunden den Strom ab, danach legte etwa die Hälfte der Beschäftigten die Arbeit nieder. Von «kommunistischen Suppenküchen» wurde berichtet. Auch der Bahnhof stand still. 
Seit 1950 nennt sich Moutier offiziell Stadt. In der Jurafrage entschied sich ihre Bevölkerung von am 23. Juni 1974 relativ knapp für den Verbleib beim Kanton Bern. Bei den Wahlen von 1982 kippten die Mehrheitsverhältnisse, und das Stimmvolk wählte einen projurassischen Stadtpräsidenten, der den Anschluss von Moutier an den Kanton Jura verlangte. Dennoch lehnte eine knappe Mehrheit der Stimmberechtigten 1998 in einer Konsultativabstimmung den Anschluss an den Kanton Jura ab. Die Vereinigung des Südjuras mit dem Kanton Jura stand weiterhin zur Diskussion. In der Abstimmung über die institutionelle Zukunft des Berner Juras vom 24. November 2013 war Moutier die einzige Gemeinde im bernischen Jura, in der eine Mehrheit der Stimmenden ein Ja in die Urne legte und sich damit für Verhandlungen zur Gründung eines neuen, gemeinsamen Kantons Jura aussprach.
Am 18. Juni 2017 stimmte die Gemeinde über den Verbleib im Kanton Bern oder über den Wechsel in den Kanton Jura ab. Bei einer Stimmbeteiligung von 88 Prozent sprachen sich die Stimmberechtigten mit 2067 (51,7 Prozent) zu 1930 Stimmen (48,3 Prozent) für den Kantonswechsel aus. Die Abstimmung wurde am 5. November 2018 vom Regierungsstatthalteramt des Berner Juras für ungültig erklärt, nachdem Beschwerden wegen Unregelmässigkeiten beim Urnengang eingereicht worden waren. Dies führte am 9. November zu einer grossen Protestdemonstration der Pro-Jurassier. Am 29. August 2019 bestätigte das Verwaltungsgericht des Kantons Bern die Ungültigkeit der Abstimmung. Am 12. September 2019 beschlossen die Pro-Jurassier, das Urteil nicht vor das Bundesgericht weiterzuziehen, damit eine neue Abstimmung schnellstmöglich stattfinden könne. Die zweite Abstimmung fand am 28. März 2021 statt, wobei die Bundesbehörden das gesamte Prozedere begleiteten und überwachten – ein in der Schweiz einmaliger Vorgang. Das Ergebnis fiel noch deutlicher zugunsten eines Kantonswechsels aus, mit 2114 (54,9 Prozent) zu 1740 Stimmen (45,1 Prozent). Gegen das Abstimmungsergebnis wurde keine Beschwerde erhoben. Jedoch war noch eine bereits vor der Abstimmung eingereichte Beschwerde hängig. Zudem wurden zwei Verzeigungen im Zusammenhang mit der Abstimmung vom 28. März eingereicht. Die Gemeinde soll zu Anfang des Jahres 2026 zum Kanton Jura wechseln. Dazu wurde am 22. September 2024 den Stimmberechtigten der Kantone Bern und Jura der Vertrag über den Kantonswechsel, das sogenannte Moutier-Konkordat, zur Volksabstimmung unterbreitet (vgl. Liste kantonaler Volksabstimmungen des Kantons Bern#2024). Nachdem beide Kantone zustimmten, hat die Bundesversammlung am 21. März 2025 dem Kantonswechsel zugestimmt. Der Ständerat hat den entsprechenden Bundesbeschluss einstimmig, der Nationalrat mit 174 zu 14 Stimmen bei 2 Enthaltungen angenommen. Die Ablehnungen und Enthaltungen kamen aus der SVP-Fraktion. Moutiers Stimmberechtigte dürfen sich bereits am 19. Oktober 2025 an den jurassischen Wahlen beteiligen. Diesbezüglich wird der entsprechende Artikel des Konkordats bereits per 1. Juli 2025 in Kraft gesetzt.

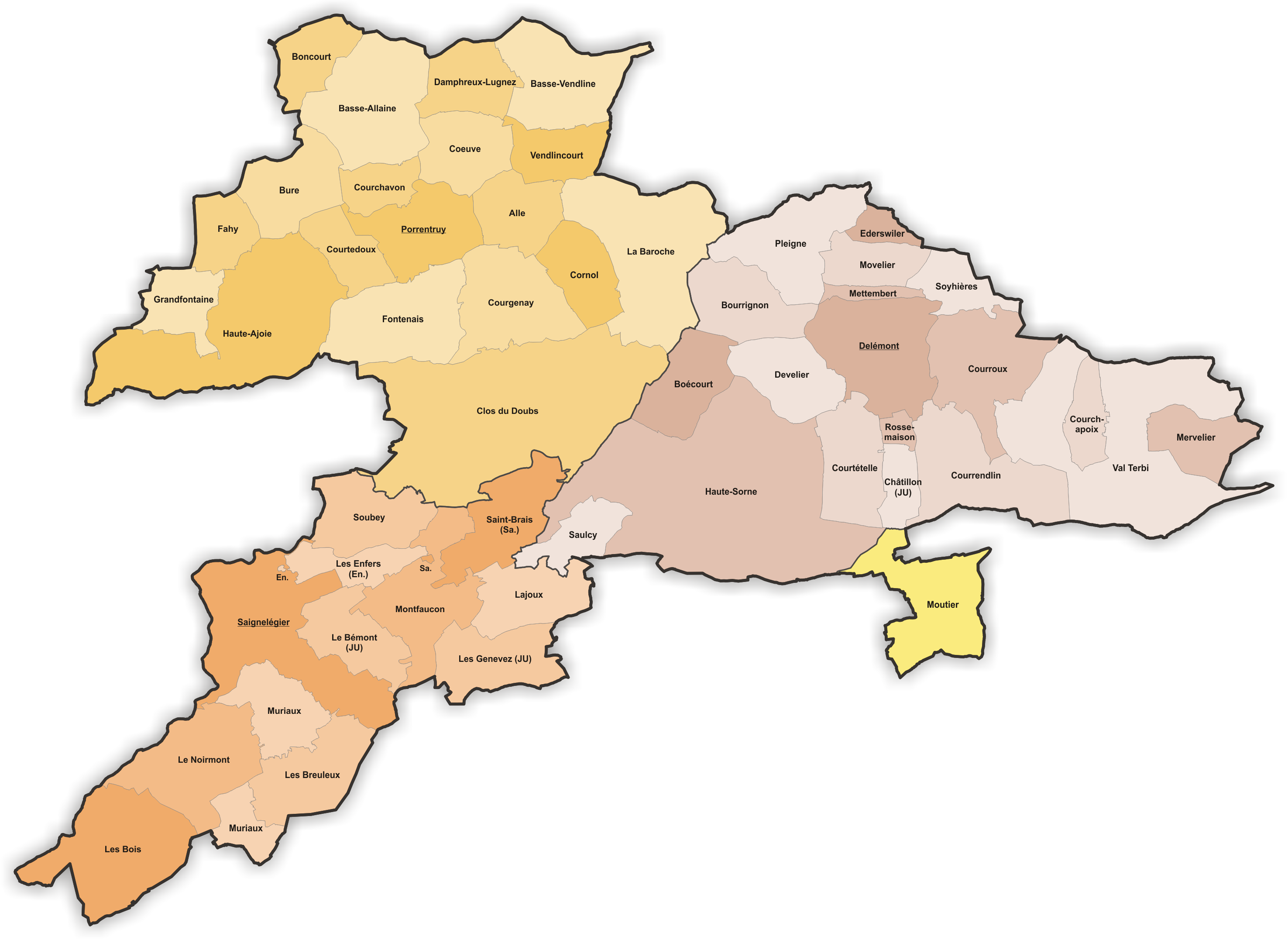
Karte des Kantons Jura mit den politischen Gemeinden ab 1. Januar 2026

## Bevölkerung
Mit 7171 Einwohnern (Stand 31. Dezember 2023) ist Moutier die grösste Gemeinde des Berner Juras. Von den Bewohnern sind 86,5 Prozent französischsprachig, 3,9 Prozent deutschsprachig und 3,6 Prozent italienischsprachig (Stand 2000). Die Bevölkerungszahl von Moutier zeigte besonders um die Mitte des 20. Jahrhunderts grosse Zuwachsraten. Nach einem Höchststand um 1970 wurde im folgenden Jahrzehnt durch die Wirtschaftskrise ein Rückgang der Einwohnerzahl um rund zehn Prozent verzeichnet. Auch seit 1980 gibt es insgesamt einen rückläufigen, aber stark abgeschwächten Trend.
| Jahr      | 1850 | 1900  | 1910  | 1930  | 1950  | 1960  | 1970  | 1980  | 1990  | 2000  | 2020  |
| --------- | ---- | ----- | ----- | ----- | ----- | ----- | ----- | ----- | ----- | ----- | ----- |
| Einwohner | 917  | 3'088 | 4'164 | 4'704 | 5'916 | 7'472 | 8'794 | 7'959 | 7'860 | 7'701 | 7'402 |

## Politik
- Jeunes progressistes: 1
- Rauraque: 3
- PSA: 13
- CSP: 2
- RPJ: 4
- Mitte: 6
- Osez Moutier: 2
- Moutier à Venir: 10

### Legislative
Die Legislative heisst Conseil de Ville (Stadtrat) und umfasst 41 Mitglieder, die vom Volk für vier Jahre gewählt werden. Die rechts stehende Grafik zeigt die Sitzverteilung des Stadtrates nach der Wahl vom 28. November 2022.

### Exekutive
Stadtpräsident (französisch maire) ist seit 2017 Marcel Winistoerfer (Mitte), der nach 22 Jahren Maxime Zuber (PSA) ablöste (Stand 2024).
Exekutive von Moutier ist der Conseil municipal (Gemeinderat), der auf eine Periode von vier Jahren gewählt wird. Er umfasst neun Personen darunter den Stadtpräsidenten. Seit der Wahl vom 28. November 2022 setzt er sich wie folgt zusammen: PSA 3 Sitze, Mitte 3 Sitze, SVP 3 Sitze.

### Kantonale Behörden

#### Aktuelle Situation
Der Kanton Bern unterhält in Moutier mehrere Amtsstellen bzw. Behörden. So verfügen etwa das Regionalgericht Berner Jura-Seeland, die Schlichtungsbehörde Berner Jura-Seeland, die regionale Staatsanwaltschaft Berner Jura-Seeland sowie die Dienststelle Berner Jura-Seeland der Jugendanwaltschaft des Kantons Bern (alle mit Sitz in Biel) je über eine Aussenstelle in Moutier. Weiter haben das Betreibungs- und Konkursamt Berner Jura und die regionale Steuerverwaltung ihren Sitz in Moutier. Die Kantonspolizei Bern verfügt in Moutier über eine Polizeiwache.

#### Kantonswechsel
Im Zuge des Kantonswechsels, welcher voraussichtlich per 1. Januar 2026 erfolgen wird, werden die bernischen Behörden und Institutionen Moutier verlassen und auf andere Standorte im Berner Jura und in der Stadt Biel verteilt. Der Regierungsrat des Kantons Bern hat dazu das Projekt Avenir Berne romande ausgearbeitet. Unter anderem ist vorgesehen, in Tavannes ein neues Verwaltungszentrum einzurichten.

## Wirtschaft
Moutier hat sich etwa um die Mitte des 19. Jahrhunderts zur Industriegemeinde entwickelt. Die Industrialisierung begann 1840 mit der Gründung einer Glashütte, bald danach kam die Uhrenindustrie dazu. Der grosse wirtschaftliche Aufschwung erfolgte mit der Gründung der Werkzeugmaschinenfabrik der Firma Tornos. Dieses Unternehmen und die Konkurrenzfirmen verhalfen Moutier im letzten Jahrzehnt des 19. Jahrhunderts zu einer Bedeutung, die weit über die Region des Juras hinausging.
Heute gehören weiterhin der Werkzeugmaschinenbau, die Textil- und Glasindustrie sowie die mechanischen und feinmechanischen Betriebe zu den wichtigsten Industriezweigen des Ortes. Zahlreiche Arbeitsplätze gibt es auch im Dienstleistungssektor, während in der Landwirtschaft noch zwei Prozent der Erwerbstätigen arbeiten.

## Gesundheitswesen
Moutier verfügt über ein öffentliches Spital mit 24-Stunden-Notfallversorgung. Es gehört zum Klinikverbund des Hôpital du Jura Bernois. Im Januar 2020 wurde bekannt, dass der Regierungsrat des Kantons Bern 35 Prozent des Aktienkapitals der Spitalgruppe an Swiss Medical Network veräussert. Per 30. August 2021 soll die Beteiligung um weitere 17 Prozent, auf 52 Prozent, erhöht werden. Bei Fällen, die den Aufgabenbereich dieses Spitals überschreiten, besteht eine enge Zusammenarbeit mit dem Spitalzentrum Biel.

## Verkehr

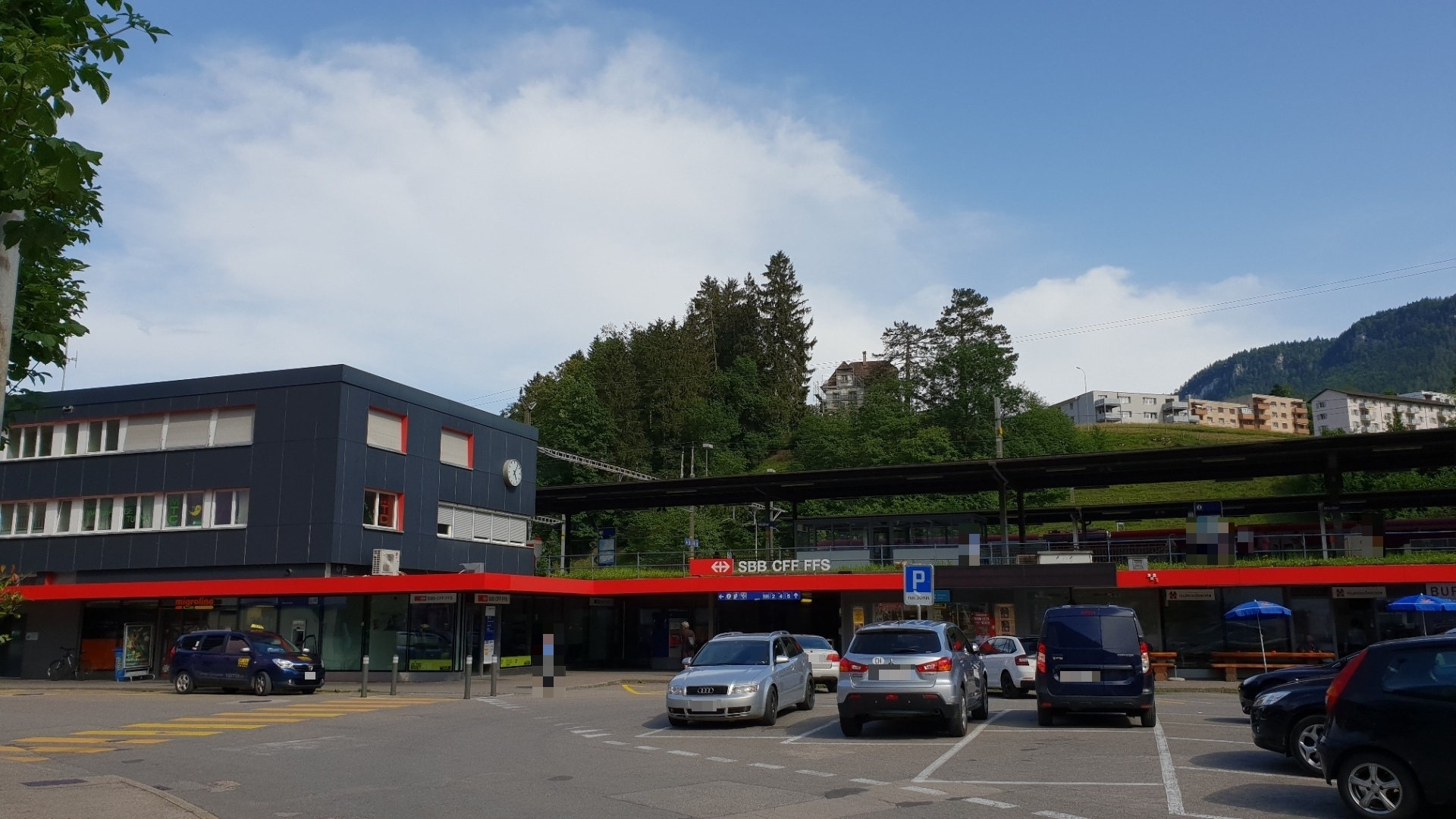
Bahnhof Moutier (2018)

Die Gemeinde ist verkehrsmässig gut erschlossen. Sie liegt an der Hauptstrasse von Basel und Delsberg nach Biel/Bienne, von der in Moutier die Strasse nach Balsthal abzweigt. Die Autobahn A16 umfährt den Ort auf der Ost- und Südseite und bietet ihm zwei Anschlussstellen. Mit ihr ist Moutier sowohl an das Schweizer Nationalstrassennetz als auch an das französische Autobahnnetz angeschlossen. Die letzte Verkehrsampel innerhalb der Gemeinde wurde 1989 abmontiert.

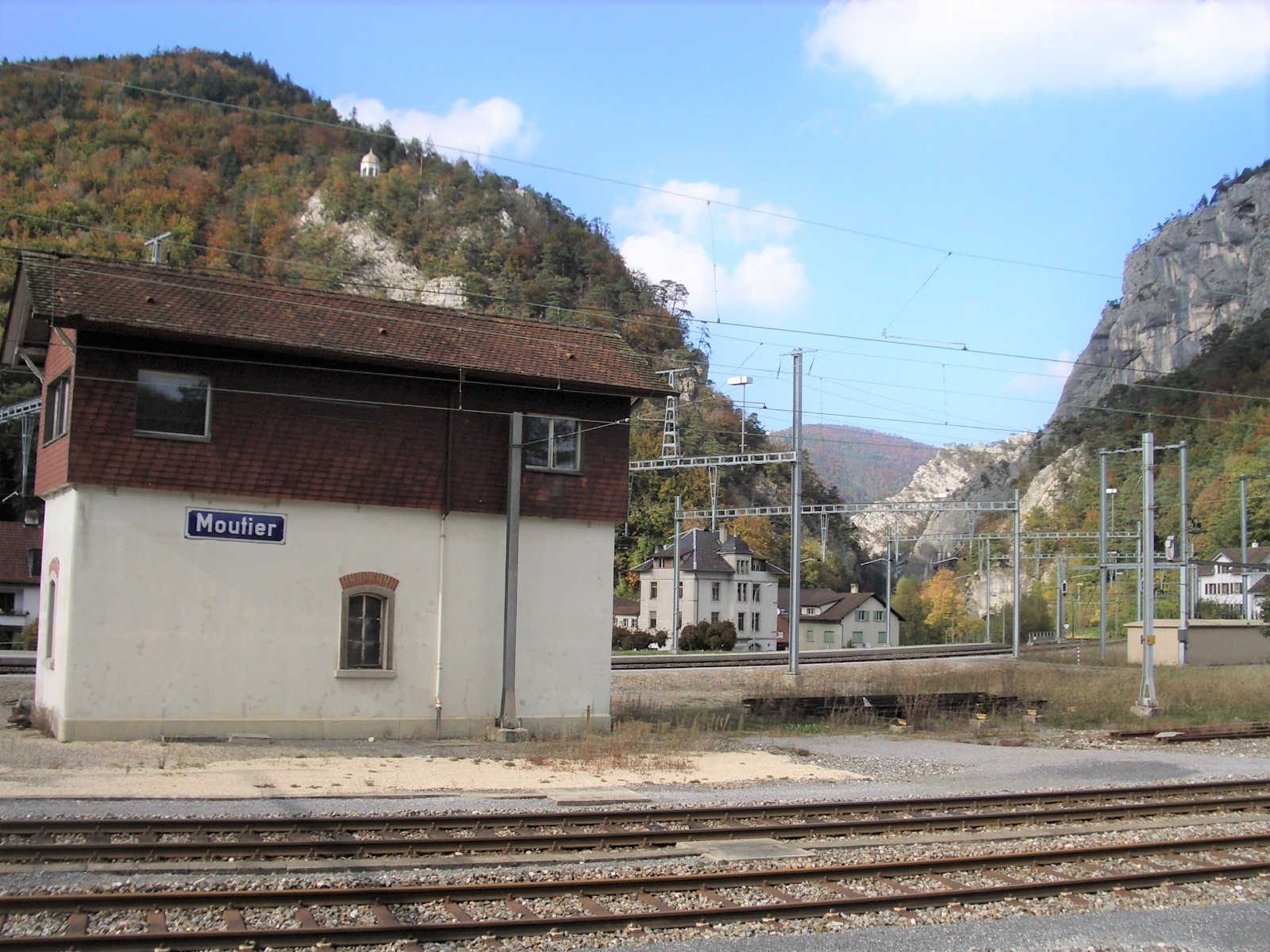
Stellwerkgebäude im Bahnhof Moutier (2007)

Der Bahnhof Moutier ist auch ein wichtiger Bahnknotenpunkt an der Jurabahnlinie Basel–Biel. Am 16. Dezember 1876 wurde die erste Strecke von Delémont nach Moutier eröffnet. Fünf Monate später, am 24. Mai 1877 folgte die Fortsetzung nach Court. Am 1. Mai 1908 wurde die Strecke Moutier–Solothurn der damaligen Solothurn-Münster-Bahn (gehört heute zur BLS AG) eingeweiht. Danach wurde der 8 km lange Grenchenbergtunnel gebaut, der zwei Juraketten unterquert und von Moutier direkt nach Grenchen im Schweizer Mittelland führt. Die Einweihung fand am 1. Oktober 1915 statt.
Für die Feinverteilung im öffentlichen Verkehr sorgen die Buslinien von Moutier nach Eschert und Belprahon, nach Souboz und nach Delsberg.

## Sehenswürdigkeiten

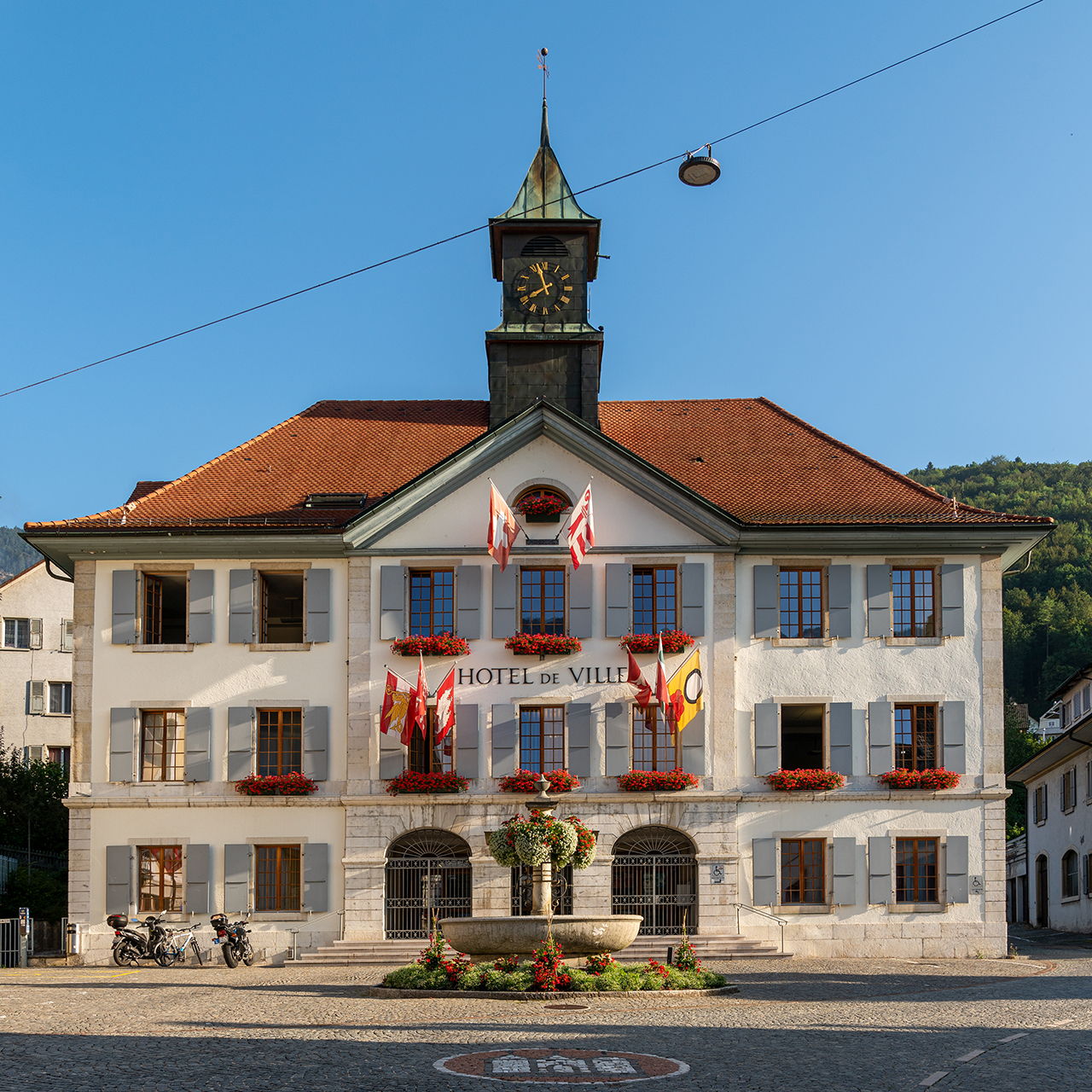
Hôtel de ville (Rathaus)
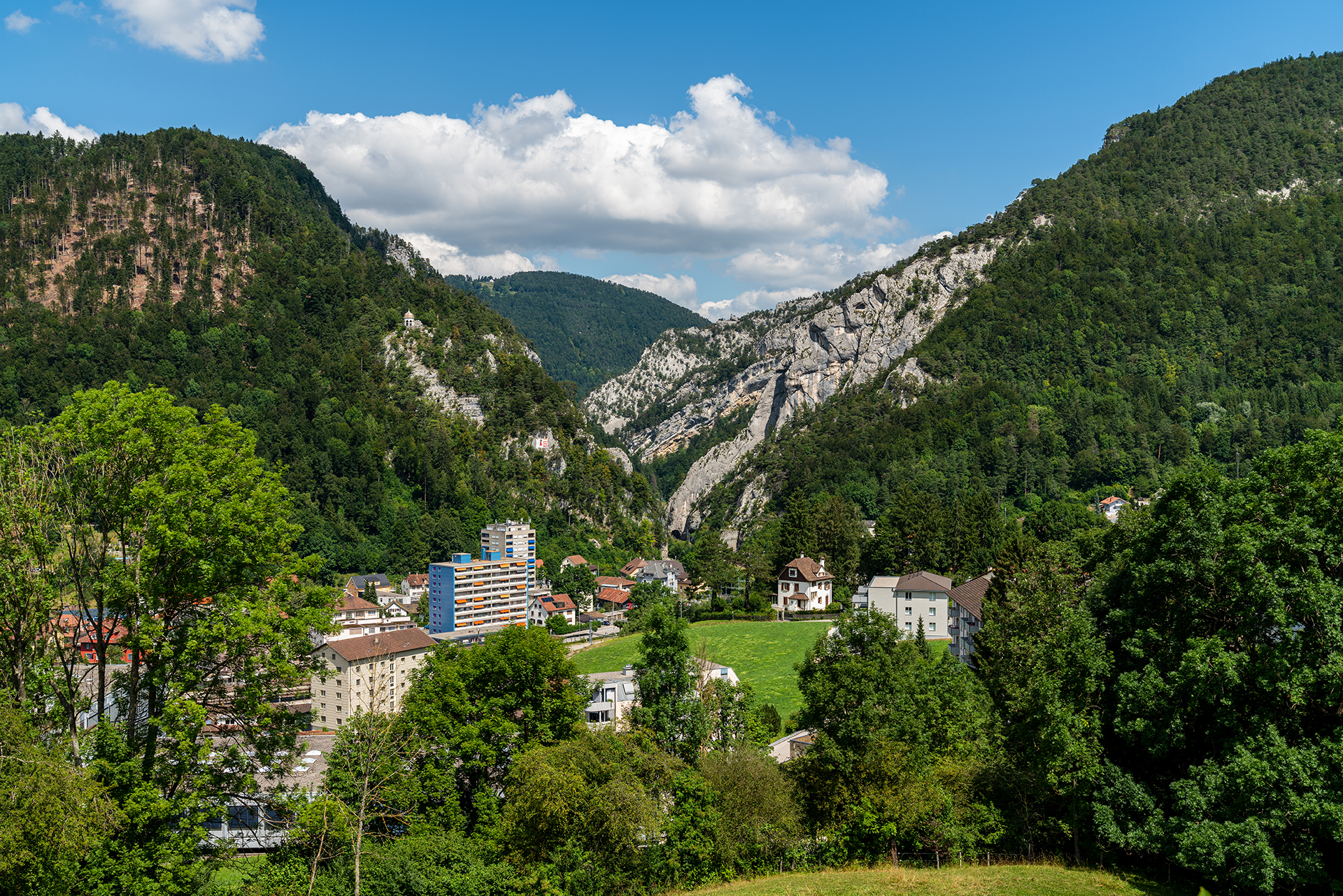
Klus
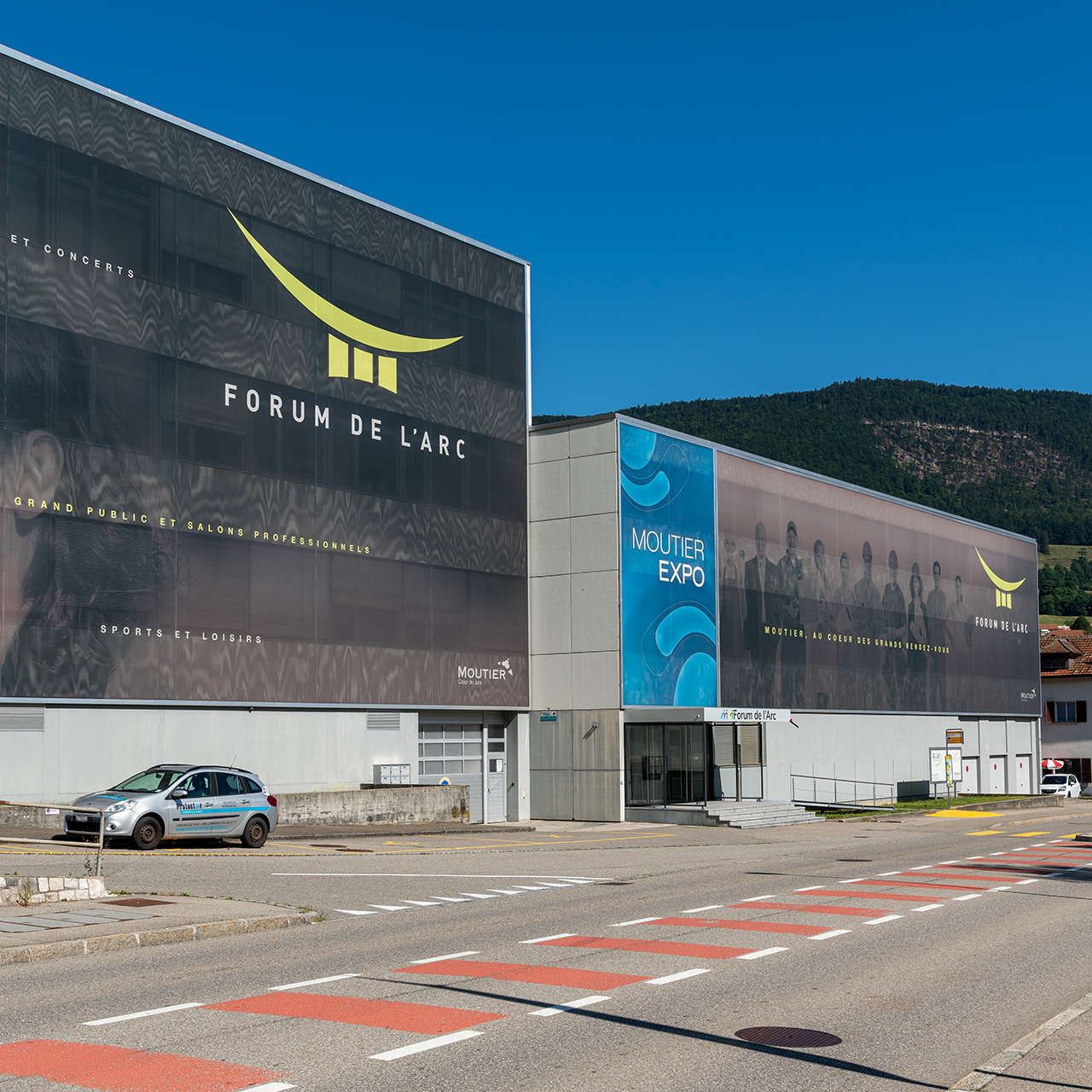
Forum de l’Arc
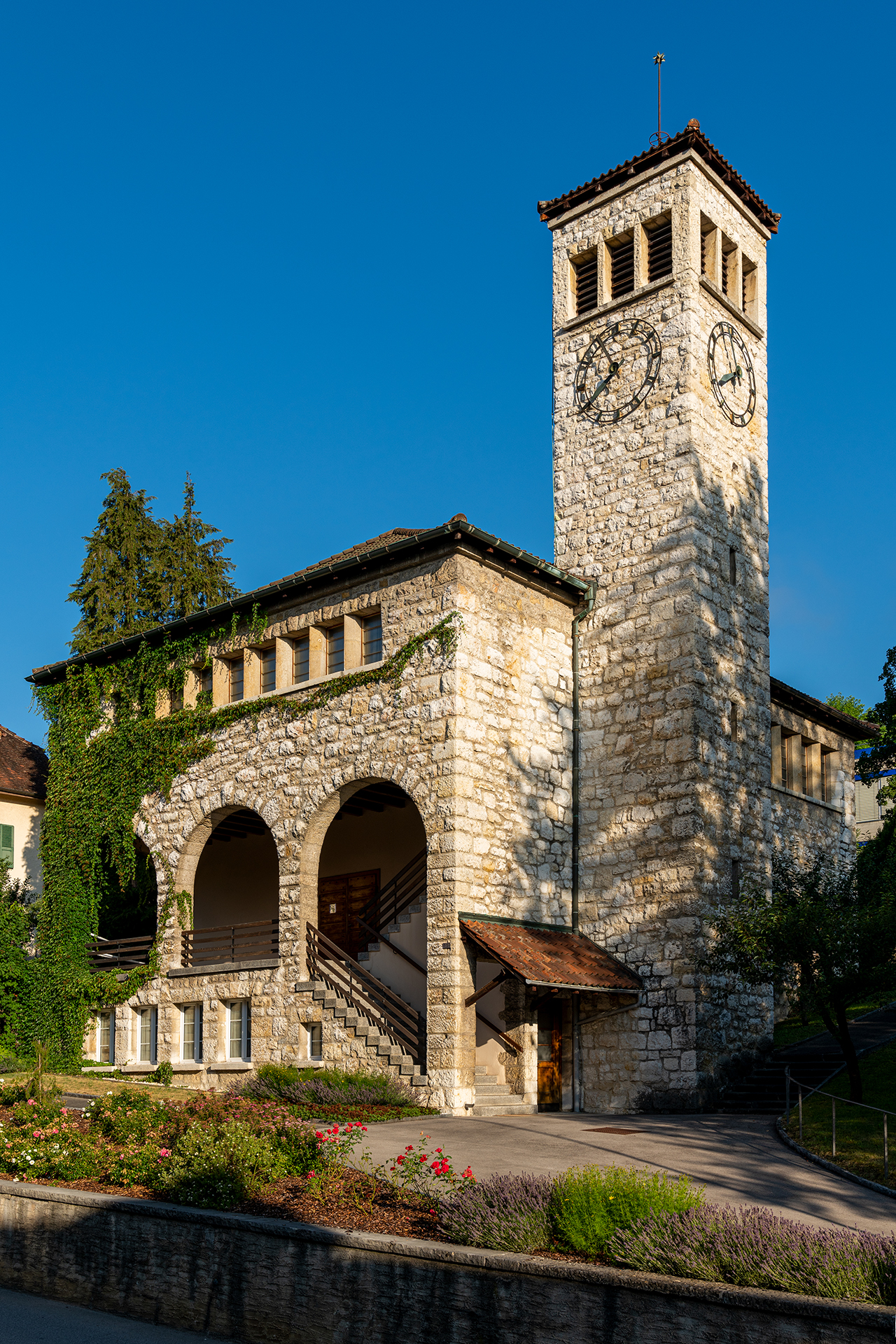
Eglise Allemande
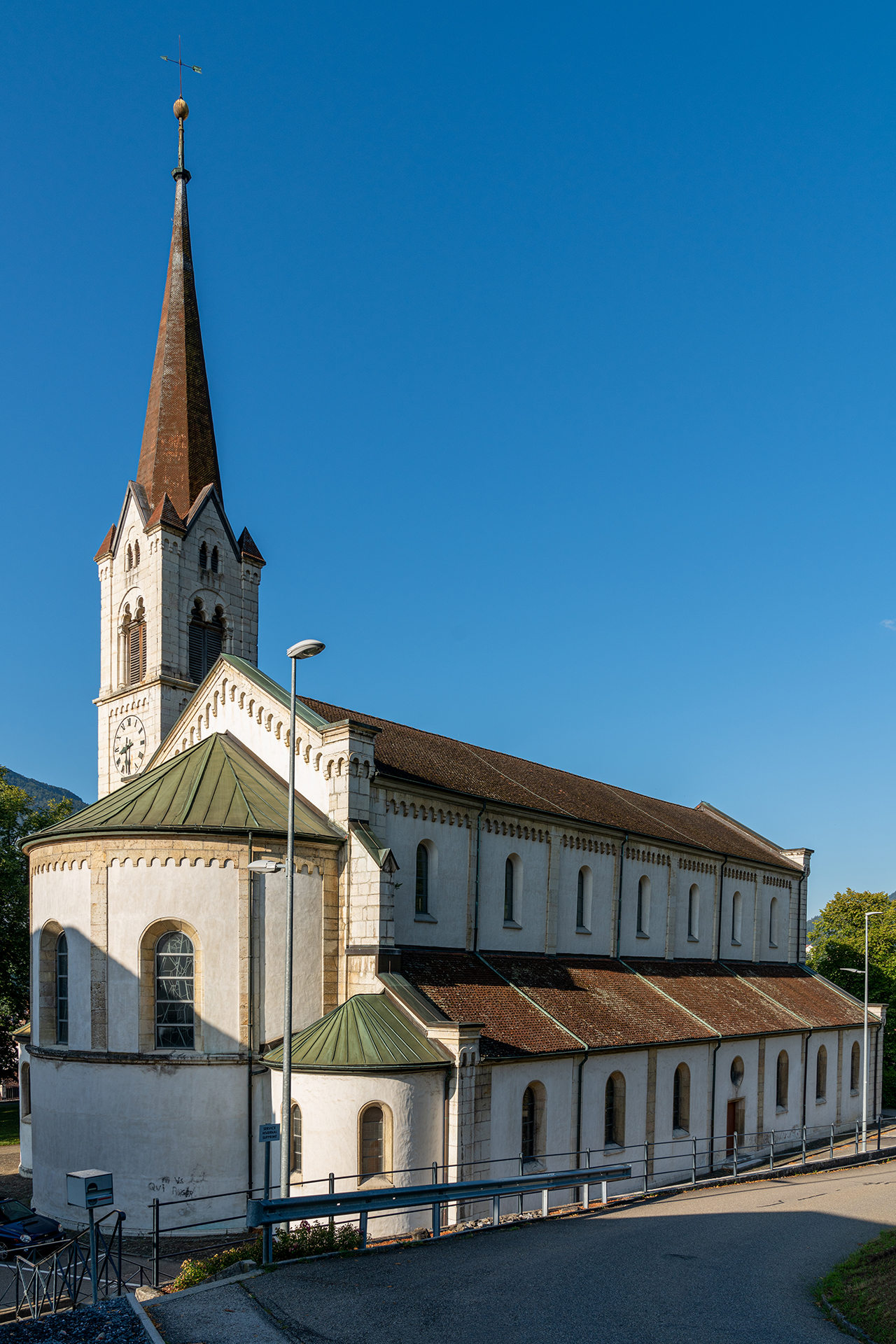
Collégiale Saint-Germain
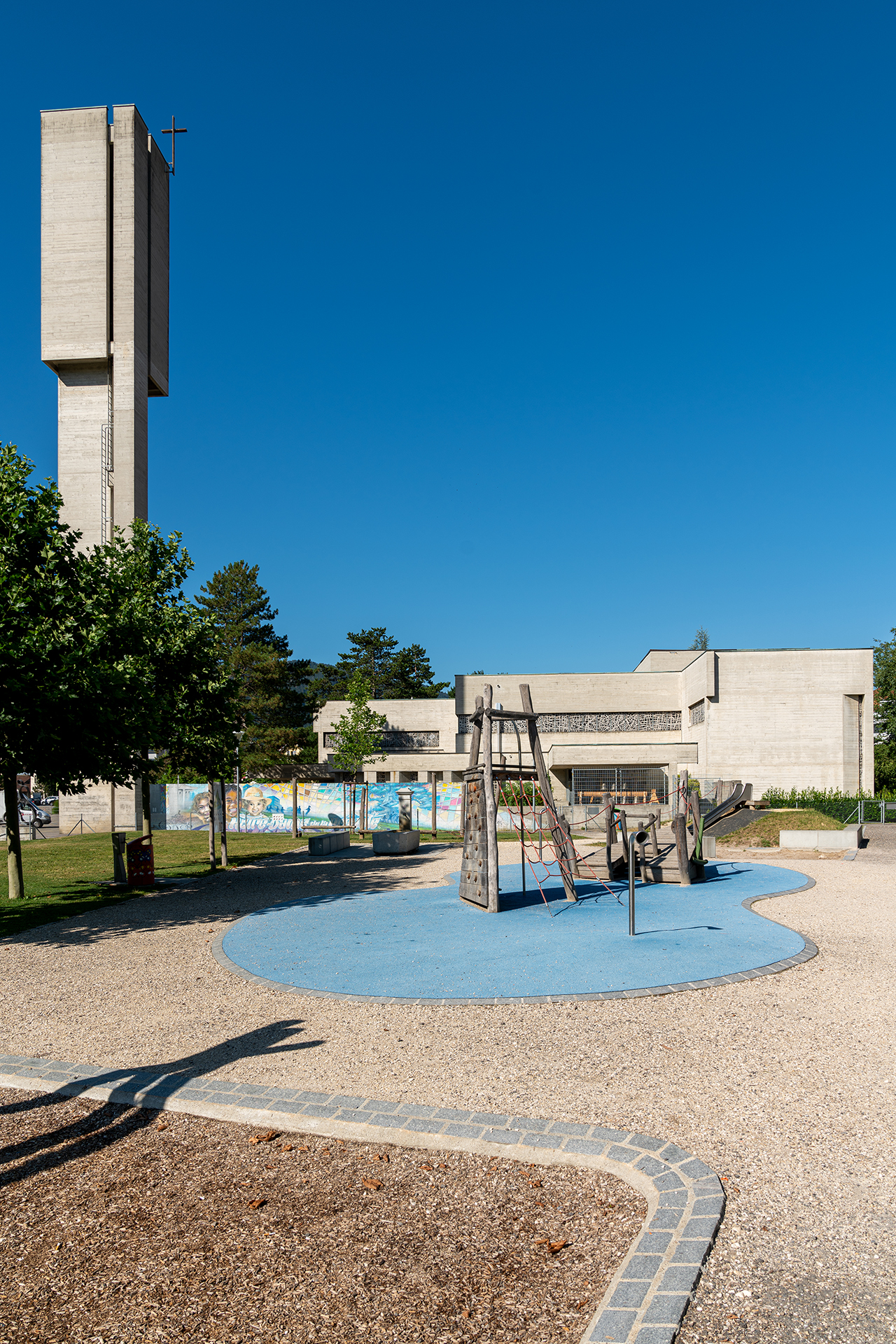
Notre-Dame de la Prévôté
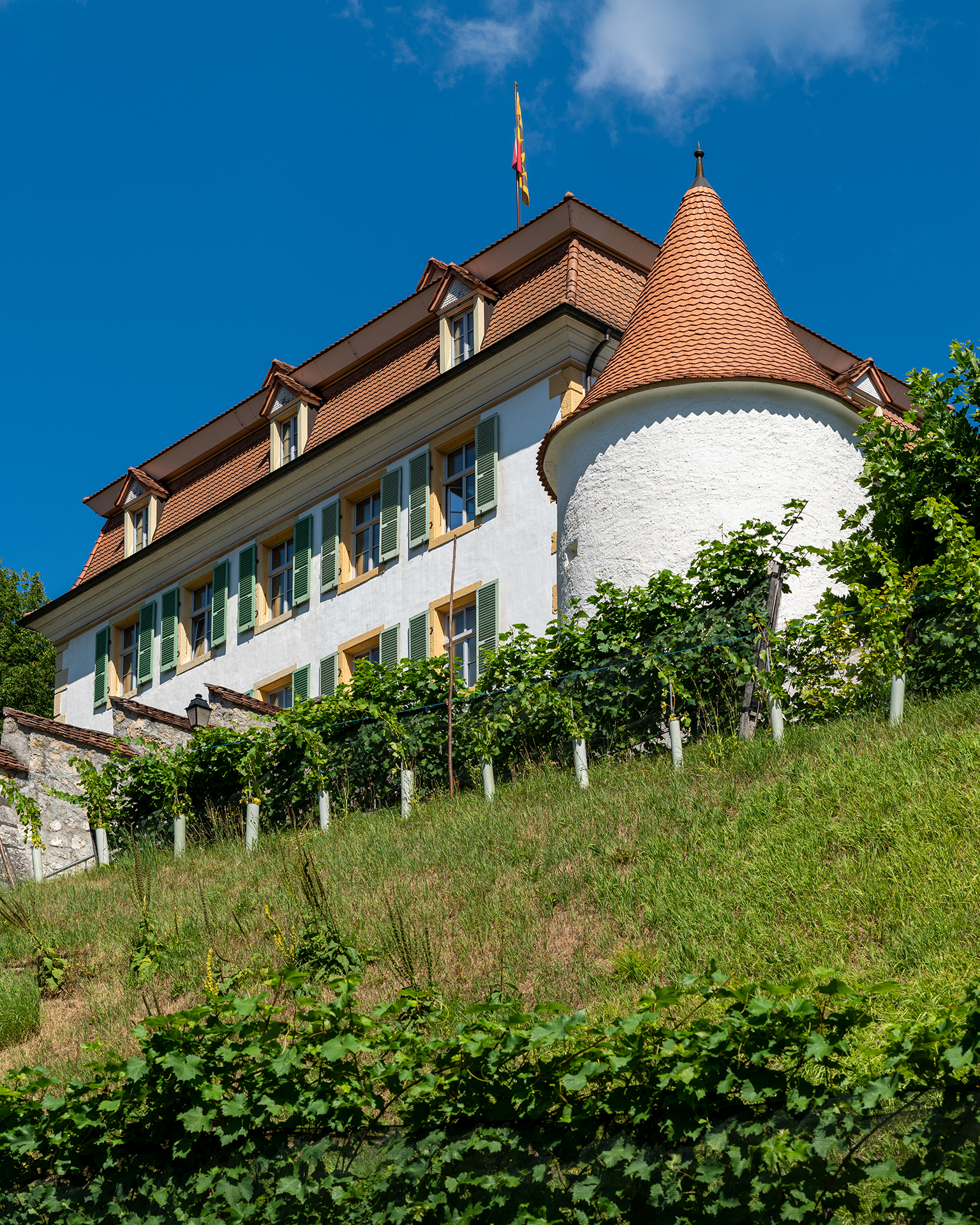
Schloss Moutier

Die Stiftskirche, die im 11. und 12. Jahrhundert erbaut und den Heiligen Germanus und Randoald geweiht wurde, war mehrfach ein Opfer der Flammen und zerfiel Ende des 18. Jahrhunderts. An ihrer Stelle errichtete man von 1858 bis 1863 die heutige reformierte Kirche, eine flachgedeckte Dreiapsidenbasilika. Sie enthält Glasfenster von Coghuf aus dem Jahr 1961.
Aus der Zeit der Blüte der Abtei stammt die Kapelle von Chalières (früher Saint-Pierre genannt), die nach der Reformation als protestantische Kirche für Perrefitte und Champoz diente. Sie wurde 1019 in Anwesenheit von Kaiser Heinrich II. eingeweiht. Die Kapelle besteht aus dem rechteckigen Schiff und der von einem Dachreiter überhöhten Apsis, deren Kalotte mit gut erhaltenen vorromanischen Malereien (Übergang vom ottonischen zum romanischen Stil in der Westschweiz) ausgestattet ist, sie wurden bei einer Renovierung in den Jahren 1934 bis 1936 entdeckt.
Auf der südlichen Seite der Birs steht die katholische Kirche Notre-Dame de la Prévôté, die von 1963 bis 1965 erbaut wurde.
Der heutige Bau des Schlosses (Préfecture) stammt von 1738 bis 1742. Der Barockbau wurde auf den Fundamenten des mittelalterlichen Schlosses errichtet, während die mittelalterliche Umfassungsmauer mit ihren Ecktürmen erhalten blieb. Die Préfecture war Verwaltungssitz der Prévôté und zweiter Wohnsitz der Chorherren.
Das Rathaus (Hôtel de ville) wurde 1830 im Stil des Klassizismus erbaut, es besitzt ein Krüppelwalmdach, einen Glockenturm und einen Vorbau. Im Zentrum von Moutier stehen zahlreiche Bauten im Neubarock- und im Heimatstil. Die Fabrikgebäude sind um 1900 entstanden, und viele Arbeiterhäuser datieren aus der Zeit von 1875 bis 1880. In Moutier befindet sich das Musée jurassien des Beaux-Arts.
Ein Panorama auf Moutier bietet sich vom Pavillon des Golats auf der Felskrete der westlichen Flanke der Gorges de Moutier. Als Natursehenswürdigkeiten gelten die beiden Klusen Gorges de Moutier und Gorges de Court.

## In Moutier geboren
- John Bost (1817–1881), reformierter Pfarrer und Sozialpionier
- Paul-Otto Bessire (1880–1958), Historiker
- Arnold Berger (1882–1956), Architekt
- André Bechler (1883–1978), Konstrukteur, Unternehmer und Mäzen
- Charles Racine (1927–1995), Lyriker
- Alain-G. Tschumi (1928–2019),  Architekt bei Tschumi und Benoit
- Fred Stalder (* 1942), französischer Autorennfahrer und Rennstallbesitzer
- Jeanne Chevalier (* 1944), Fotografin
- Walter Schmied (* 1953), Agraringenieur und Politiker, Mitglied des Nationalrats
- Gérald Schaller (1954–2024), Politiker
- Jean-François Paroz (* 1960), Diplomat
- Cyndie Allemann (* 1986), Autorennfahrerin, TV-Moderatorin und Unternehmerin